# Линия 2 (Рио-де-Жанейро)
Линия 2 (порт. Linha 2) — вторая линия метрополитена Рио-де-Жанейро. Первый участок «Эстасиу» — «Маракана» с 3 станциями был открыт 19 ноября 1981 года. До 1998 года функционировала как линия пре-метро. Сегодня длина линии составляет 30,4 км, в её составе 26 станций, в том числе 6,3 км и 10 общих станций для неё и линии 1. Связывает между собой северные, центральные и южные районы города. На схемах обозначается зелёным цветом и номером 2.